# Ніхто не дізнається (фільм, 2004)
«Ніхто не дізнається» (яп. 誰も知らない, Даре мо сіранай, англ. Nobody Knows) — японська драма 2004 року режисера та сценариста Хірокадзу Корееди, знята на основі реальних подій, що мали місце в Японії у 1988 році.
Прем'єра фільму відбулася на 57-му Каннському кінофестивалі. Фільм отримав позитивні відгуки критиків і заробив у світовому прокаті понад 2 млн $
. Картина одержала понад 20 номінацій і нагород різних премій, серед яких приз найкращому актору Каннського кінофестивалю, премії «Блакитної стрічки» за найкращий фільм та найкращу режисерську роботу та номінація на премію «Молодий актор». Виконавець головної ролі, Юя Ягіра, став наймолодшим лауреатом призу найкращому актору в історії Каннського МКФ.

## Сюжет
Четверо дітей і їхня молода мати переїжджають в невелику орендовану квартиру в Токіо. Господар знає лише про старшого сина, Акіру, інші діти переховуються. Кожен з дітей має іншого батька. Їм не можна ходити до школи або бути поміченими іншими, й тільки Акіра має право виходити на вулицю.
Усе змінюється, коли їхня мати їде з дому на кілька місяців, залишаючи лише невелику суму грошей. Акіра стає головою сім'ї. Їм ледве вдається зводити кінці з кінцями, тому Акіра змушений просити гроші від можливого батька молодшої доньки. Їхня мати таки повертається, та ненадовго. Вона розповідає Акірі, що зустріла нового чоловіка і після одруження діти зможуть вести нормальний спосіб життя. Вона знову їде, обіцяючи повернутися на Різдво. Вона не додержує слова, тому Акірі та Кьоко доводиться доглядати за молодшими братом і сестрою. Незабаром Акіра дізнається, що їхня мати уже одружилася і покинула їх назавжди. Гроші закінчуються і діти не можуть платити за оренду. Вони харчуються локшиною швидкого приготування. На свій день народження Юкі просить піти на вокзал, щоб зачекати на маму. Її мати не з'являється, тож на зворотному шляху Акіра обіцяє Юкі, що одного дня вони поїдуть на токійській монорейці дивитися на літаки в аеропорту Ханеда.
Акіра починає дружити з двома однолітками. Вони часто приходять до квартири Акіри, щоб грати у відеоігри, й Акіра починає нехтувати братами і сестрами. Їх зв'язки стають напруженими. Пізніше два хлопці підштовхують Акіру до крадіжки в магазині. Але Акіра відмовляється це робити і вони перестають спілкуватися. Після цього Акіра дозволяє братам і сестрам виходити на вулицю, грати в парку та ходити в магазин.
Через несплату вимикають телефон, електрику, газ і воду. Діти змушені користуватися громадським туалетом. Сігеру знайомиться зі школяркою Сакі, яка стає новим другом для дітей.
Одного літнього дня Юкі падає зі стільця та помирає. Акіра позичає у Сакі гроші, на які вони купляють улюблені цукерки Юкі. Разом із ними вони кладуть тіло Юкі у валізу. Акіра та Сакі відвозять валізу монорейковим потягом до поля біля злітно-посадкової смуги аеропорту Ханеда, де закопують валізу. Через деякий час діти продовжують жити за власним усталеним порядком.

## У ролях
- Юя Ягіра[en] — Акіра Фукусіма, старший 12-річний син Кейко, батько якого працює в аеропорту Ханеда; стає головою сім'ї
- Аю Кітаура — Кьоко, старша 11-річна донька Кейко, батько якої працює музикантом; займається домашніми справами, пранням
- Хіей Кімура — Сігеру, молодший син; грайливий і життєрадісний хлопчик
- Момоко Сімідзу — Юкі, 5-річна донька Кейко; любить малювати та їсти шоколадні цукерки
- Ханае Кан — Сакі, школярка; дружить із дітьми й часто допомагає їм
- Ю (Юкіко Ехара) — Кейко, мати дітей; покидає їх, щоб одружитися і не повертається
- Кадзуйосі Кусіда — Йосінага, власник будинку
- Юкіко Окамото — Еріко, дружина власника будинку
- Рьо Касе — працівник міні-маркету
- Сей Хіраідзумі — менеджер міні-маркету

## Виробництво
Фільм засновано на подіях сугамського інциденту з покинутими дітьми, при чому багато деталей реальної історії змінено (кількість дітей, причини смерті молодшої доньки, завершення). Корееда писав і відкидав кілька чорнових варіантів сценарію протягом 15 років. Режисер намагався зменшити вплив дорослих на поведінку дітей у фільмі, щоб зберегти вільне вираження емоцій і спілкування між молодим акторським складом. Виявивши, що Момоко Сімідзу (Юкі) більше любить інші цукерки, ніж згадані в сценарії, Корееда змінив цю деталь.
Перед зйомками проводилося великі прослуховування на роль дітей, щоб відібрати непрофесіональних акторів.
Фільмування тривали більше року, з осені 2002 по літо 2003. Сцени знімалися у хронологічному порядку. Більшість подій знято у тісній орендованій квартирі Токіо.

## Саундтрек
Саундтрек до фільму написав японський гітарний дует «Gontiti». Фінальну пісню «Hōseki» виконує Такако Тате.
| #     | Назва                                 | Тривалість |
| ----- | ------------------------------------- | ---------- |
| 1.    | «Daremo Shiranai (Extra version)»     | 2:54       |
| 2.    | «Himitsu»                             | 2:05       |
| 3.    | «Ensoku»                              | 2:38       |
| 4.    | «Yakusoku»                            | 2:00       |
| 5.    | «Daremo Shiranai (Toy piano version)» | 2:50       |
| 11:47 |                                       |            |

## Критика
Стрічка отримала широке схвалення кінокритиків. На Rotten Tomatoes, фільм має рейтинг 93%, заснований на 94 рецензіях. У консенсусі сайту сказано: «Трагічний і незабутній, прекрасне розпачливе зображення покинутих дітей». На Metacritic фільм має 88 балів зі 100, на основі 31 позитивного відгуку.